# Mabamens

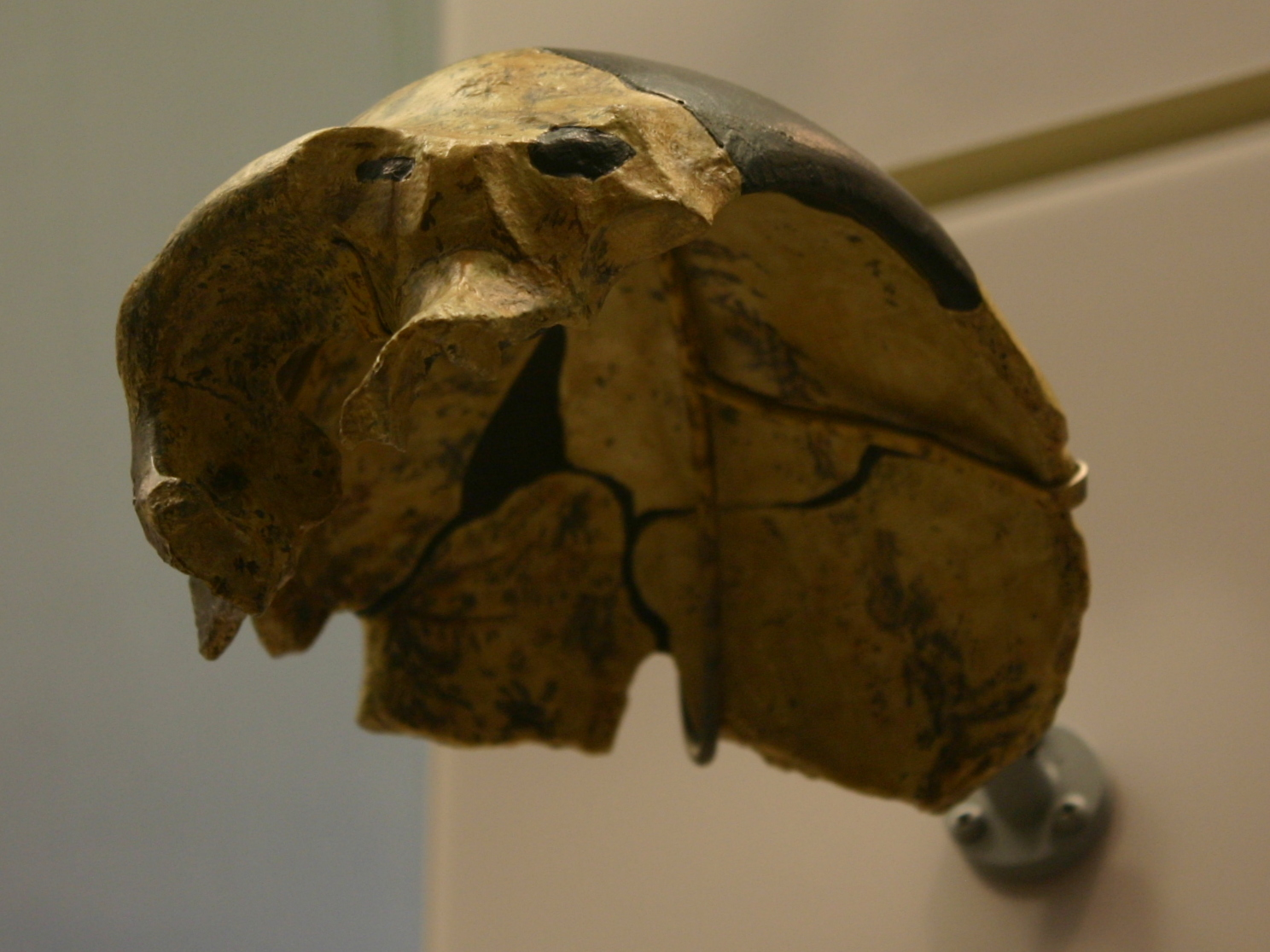
replica in het Smithsonian Museum, New York

De Mabamens (Chinees: 马坝人) of Maba 1 is een fossiel van een mensachtige waarvan de resten in 1958 werden ontdekt in grotten nabij Maba, in de buurt van de stad Shaoguan in het noordelijke deel van de provincie Guangdong, China. 

## Kenmerken
In 1958 vonden boeren de schedel van Maba, vlak bij een Chinees dorp genaamd Maba. De Mabamens werd beschreven als een overgangsvorm tussen Homo erectus en H. sapiens en toegeschreven aan een vorm van archaïsche H. sapiens of aan een Aziatische uitbreiding van H. heidelbergensis. Verder onderzoek toonde dat de fossielen bestonden uit een schedelkap en delen van de rechterbovenkant van het gezicht, waarbij ook delen van de neus nog aanwezig waren. Wetenschappers zagen een verband met Homo erectus omdat de wenkbrauwbogen prominent waren en een boog boven elk oog vormden, en de botten van de schedel laag en dik waren. Toch waren de hersenen blijkbaar groter dan die van H. erectus, hoewel een nauwkeurige meting van de schedelcapaciteit niet mogelijk is omdat de basis van de schedel onvolledig is. 
Maba 1 vertoont niet alleen kenmerken van H. erectus en H. heidelbergensis, maar ook kenmerken die karakteristiek zijn voor neanderthalers en moderne mensen. Als de reconstructie van de schedel juist is, lijkt de morfologie van het bovenste gezicht van Maba 1 op die van neanderthalers, met een prominente neus en een dik wandbeen bij het bregma. Het verticale deel van het voorhoofdsbeen en het dunne gewelf zijn vergelijkbaar met die van de moderne mens. Hoewel er geen nauwkeurige meting van de schedelcapaciteit mogelijk is, wordt deze geschat op 1300 cc. Dit ligt in een bereik dat vergelijkbaar is met dat van moderne mensen en neanderthalers. 
De bijna volledig gefuseerde schedelnaden, minder uitgesproken spieraanhechtingen en het ruwe buitenoppervlak van de schedel duiden erop dat Maba 1 mogelijk een man van middelbare leeftijd was. 
Posterolateraal van de rechter frontale tuberkel vertoont het buitenoppervlak van de schedel een 14 mm lang halvemaanvormig litteken. Aan de binnenzijde, ongeveer op dezelfde positie, bevindt zich een bult van ongeveer dezelfde grootte. 
Een opvallend kenmerk is de onderste laterale orbitale rand van Maba 1. Terwijl de meeste andere Chinese hominide-exemplaren uit het Pleistoceen een afgeronde rand hebben, heeft Maba 1 een scherpe rand. 

## Datering
De datering van Maba 1 is problematisch. Het zou mogelijk terug kunnen gaan tot het Chibaien (Midden-Pleistoceen), de overgang van het Midden- tot Laat-Pleistoceen en het Laat Pleistoceen, ruwweg tussen 300 en 130.000 jaar geleden. De onzekerheid van de datering komt doordat de oorspronkelijke stratigrafische sectie zich in een diepe en nauwe spleet bevindt, waarvan de ouderdom niet met zekerheid kon worden vastgesteld. De huidige chronologische gegevens komen uit een grot 30 meter verwijderd van de plek waar de schedel werd gevonden, verkregen met behulp van massaspectrometrische U-serie, en een tand van een gewerveld dier met behulp van uranium-methoden. 

## Werktuigen
In 1984 ging het onderzoeksteam opnieuw de grot in en doorzochten een stapel dierlijke fossielen bij de ingang. Deze waren daarheen verplaatst in 1958, ten tijde van de ontdekking van de Mabamens. Twee stenen werktuigen werden gevonden. KP84001 is een chopper met een resterend onderdeel van ongeveer 15,82 cm lang en 8,64 cm breed, met een scherpe rand van is 2,31 cm. KP84002 heeft een diameter van 9,41 cm en is 4,73 cm dik. 
De Leeuwengrot (Shiziyan) bestaat uit vier min of meer gedefinieerde lagen. De werktuigen werden in de tweede laag gevonden. Ze waren gemaakt van rolstenen. De slagbulten van beide stenen werktuigen zijn grotendeels vaag. De hypothese is dat de kiezels die voor de stenen werktuigen werd gebruikt, afkomstig waren van de nabijgelegen rivieroever, waar de lithologie uit kwartsiet bestaat. 

## Geassocieerde fauna
In totaal werden er in de Leeuwengrot dierlijke fossielen uit 8 ordes gevonden, waaronder Macaca sp., Rhinopithecus tingianus, Pongo sp., Rattus rattus, Hystrix sp., Hystrix subcristata, Cuon javanicus, Ailuropoda melanoleuca fovealis, Ursus thibetanus, Arctonyx Collaris, Paguma larvata, Viberra zibetha Expectata, Crocuta ultima, Felis sp., Panthera tigris, Stegodon orientalis, Palaeoloxodon namadicus, Megatapirus augustus, Rhinoceros sinensis, Tapirus sp., Sus scrofa, Sus sp., Muntiacus muntjak, Cervus unicolor, Hydropotes sp., Bubalus sp., Testudo tungia, Parasilurus asotus, Pelteobagrus fulvidraco, Unio sp., Corbicula sp., samen met Caprinae indet., Trionychidae indet, Cyprinidae indet, Gastropoda, een klein aantal vogelkielbeenderen en slangenwervelbeenderen.